# Jean-Louis Pindy
Jean-Louis Pindy (Brest, 3 giugno 1840 – La Chaux-de-Fonds, 24 giugno 1917) è stato un operaio e attivista francese.
Anarchico, fu una personalità della Comune di Parigi.

## Biografia
Falegname, iscritto all'Internazionale, partecipò ai congressi di Bruxelles, nel 1868, e di Basilea, nel 1869. Stabilitosi a Parigi, fu un attivo sindacalista e per questo motivo nel luglio del 1870 fu condannato a un anno di carcere.
Liberato alla caduta del Secondo Impero, fu tra i fondatori del Comitato centrale dei venti arrondissement municipali. Il 26 marzo 1871 fu eletto al Consiglio della Comune dal III arrondissement e fu nominato governatore dell'Hôtel de Ville. Votò contro la creazione del Comitato di Salute pubblica e diede ordine, il 24 maggio, d'incendiare l'Hôtel de Ville.
Caduta la Comune, visse clandestinamente a Parigi fino al marzo 1872 quando, in procinto di essere arrestato, fuggì in Svizzera e fu condannato a morte in contumacia dalla corte marziale di Versailles. Aderì alla Federazione del Giura, l'associazione anarchica dei lavoratori, partecipò al Congresso Internazionale di Saint-Imier e fu redattore con Paul Brousse del giornale L'Avant-Garde. A La Chaux-de-Fonds fu tra i fondatori dell'associazione Libre Pensée.